# Adaincourt
Ne doit pas être confondu avec Audincourt.
Adaincourt (en allemand Adinghofen) est une commune française située dans le département de la Moselle et le bassin de vie de la Moselle-est, en région Grand Est.

## Géographie
|         | Vittoncourt  | Vittoncourt |
| Rémilly | Adaincourt   |             |
|         | Han-sur-Nied | Herny       |

Située sur la rive droite de la Nied française.

### Hydrographie
La commune est située dans le bassin versant du Rhin au sein du bassin Rhin-Meuse. Elle est drainée par la Nied, le ruisseau l'Aisne et le ruisseau le Grand le ruisseau de Faux.
La Nied, d'une longueur totale de 96,7 km, prend sa source dans la commune de Marthille, traverse 47 communes françaises, puis poursuit son cours en Allemagne où elle se jette dans la Sarre.

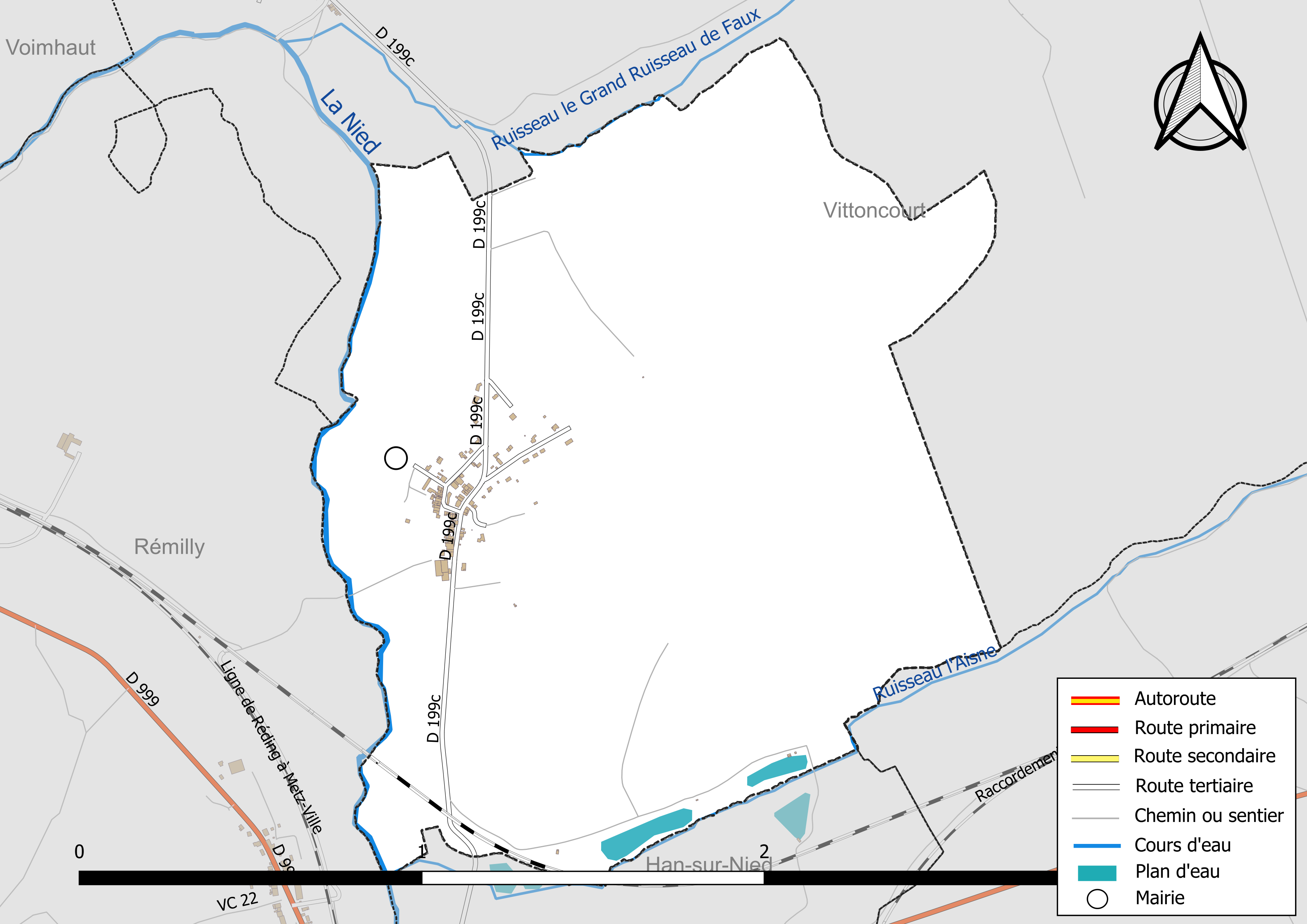
Réseaux hydrographique et routier d'Adaincourt.

La qualité des eaux des principaux cours d’eau de la commune, notamment de la Nied, peut être consultée sur un site spécial géré par les agences de l’eau et l’Agence française pour la biodiversité.

### Climat
Pour des articles plus généraux, voir Climat du Grand Est et Climat de la Moselle.
En 2010, le climat de la commune est de type climat océanique dégradé des plaines du Centre et du Nord, selon une étude du Centre national de la recherche scientifique s'appuyant sur une série de données couvrant la période 1971-2000. En 2020, Météo-France publie une typologie des climats de la France métropolitaine dans laquelle la commune est exposée à un climat semi-continental et est dans la région climatique Lorraine, plateau de Langres, Morvan, caractérisée par un hiver rude (1,5 °C), des vents modérés et des brouillards fréquents en automne et hiver.
Pour la période 1971-2000, la température annuelle moyenne est de 9,6 °C, avec une amplitude thermique annuelle de 17 °C. Le cumul annuel moyen de précipitations est de 775 mm, avec 11,8 jours de précipitations en janvier et 9,3 jours en juillet. Pour la période 1991-2020, la température moyenne annuelle observée sur la station météorologique de Météo-France la plus proche, « Lesse_sapc », sur la commune de Lesse à 7 km à vol d'oiseau, est de 10,7 °C et le cumul annuel moyen de précipitations est de 694,0 mm. 
La température maximale relevée sur cette station est de 40 °C, atteinte le 25 juillet 2019 ; la température minimale est de −20,7 °C, atteinte le 20 décembre 2009,,.
Les paramètres climatiques de la commune ont été estimés pour le milieu du siècle (2041-2070) selon différents scénarios d'émission de gaz à effet de serre à partir des nouvelles projections climatiques de référence DRIAS-2020. Ils sont consultables sur un site spécial publié par Météo-France en novembre 2022.

## Urbanisme

### Typologie
Au 1er janvier 2024, Adaincourt est catégorisée commune rurale à habitat dispersé, selon la nouvelle grille communale de densité à sept niveaux définie par l'Insee en 2022.
Elle est située hors unité urbaine. Par ailleurs la commune fait partie de l'aire d'attraction de Metz, dont elle est une commune de la couronne,. Cette aire, qui regroupe 245 communes, est catégorisée dans les aires de 200 000 à moins de 700 000 habitants,.

### Occupation des sols
L'occupation des sols de la commune, telle qu'elle ressort de la base de données européenne d’occupation biophysique des sols Corine Land Cover (CLC), est marquée par l'importance des territoires agricoles (70,5 % en 2018), une proportion identique à celle de 1990 (70,5 %). La répartition détaillée en 2018 est la suivante : 
terres arables (52,6 %), forêts (25,5 %), prairies (17,9 %), zones humides intérieures (4 %). L'évolution de l’occupation des sols de la commune et de ses infrastructures peut être observée sur les différentes représentations cartographiques du territoire : la carte de Cassini (XVIIIe siècle), la carte d'état-major (1820-1866) et les cartes ou photos aériennes de l'IGN pour la période actuelle (1950 à aujourd'hui).

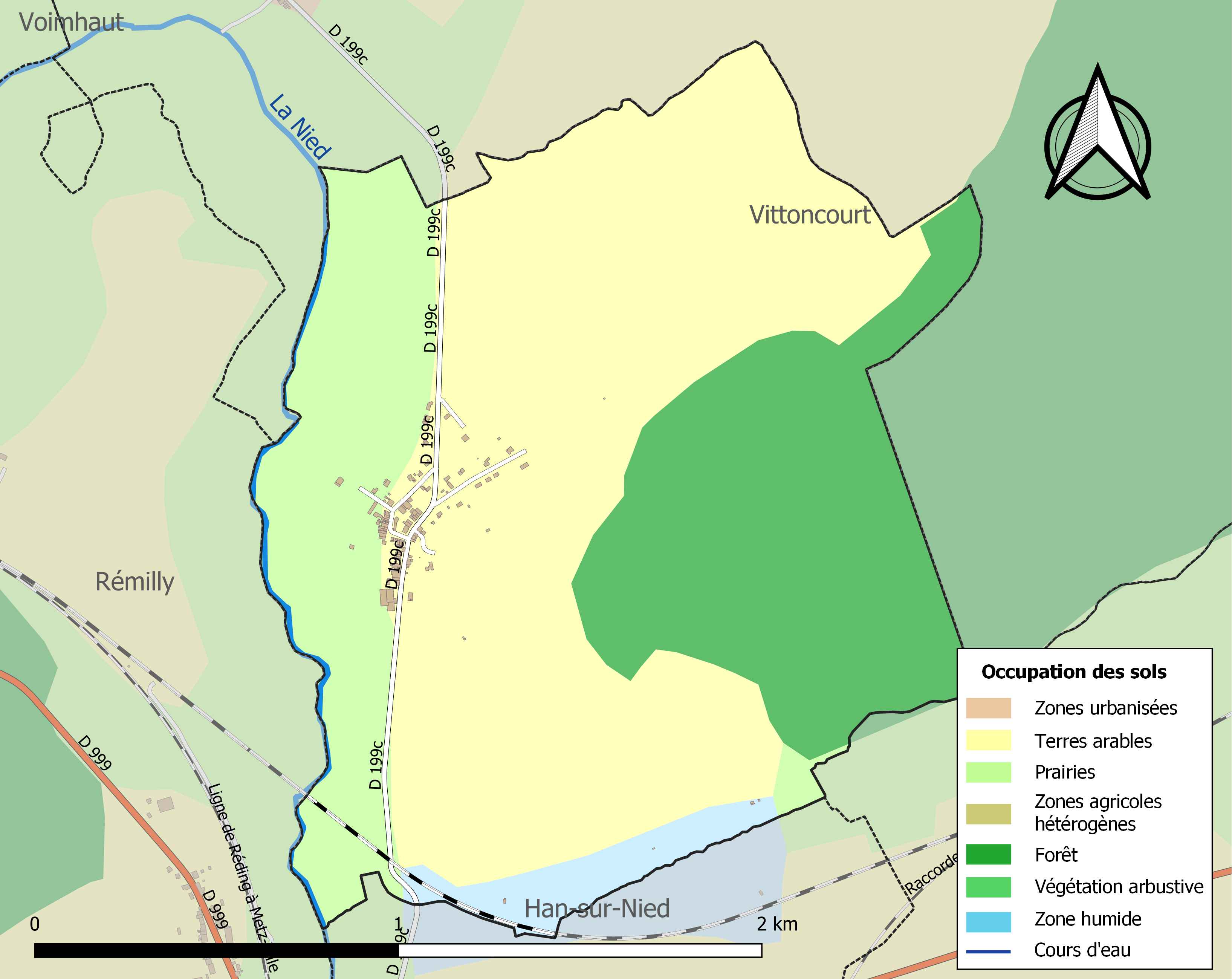
Carte des infrastructures et de l'occupation des sols de la commune en 2018 (CLC).

## Toponymie
Le nom de la localité est attesté sous les formes Daincort (1316) ; Adeincourt (1421) ; Adiencourt (XVIIe siècle) ; Dencourt (XVIIe siècle) ; Daincourt (XVIIe siècle) ; Adincourt (1770) ; Adaincourt (1793) ; Adinghofen (1915–18 et 1940–44).
- En lorrain roman : Audinco[15].
- Voir aussi Adainville (Yvelines).

## Histoire
- Dépendait des Trois-Évêchés (bailliage de Metz). Était annexe alternativement des paroisses de Herny et de Vittoncourt.
- Ancien fief épiscopal de la châtellenie de Rémilly.
- Village cédé au royaume de France en vertu de l’article 13 du traité de Vincennes de 28 février 1661[16].

## Politique et administration

### Liste des maires
| Période  | Période  | Identité           | Étiquette | Qualité           |
| -------- | -------- | ------------------ | --------- | ----------------- |
| 1983     | 2008     | Pierre Surlutte    |           |                   |
| 2008     | 2014     | Yann Rochefeuille  |           |                   |
| 2014     | mai 2020 | Philippe Nicolas   | SE        | Chef d'entreprise |
| mai 2020 | En cours | Charlotte Pacifici |           |                   |

### Tendances politiques et résultats
Le résultat de l'élection présidentielle de 2012 dans cette commune est le suivant :
| Candidat       | Candidat                    | Premier tour | Premier tour | Second tour | Second tour |
| Candidat       | Candidat                    | Voix         | %            | Voix        | %           |
| -------------- | --------------------------- | ------------ | ------------ | ----------- | ----------- |
|                | Eva Joly (EÉLV)             | 1            | 1,19         |             |             |
|                | Marine Le Pen (FN)          | 28           | 33,33        |             |             |
|                | Nicolas Sarkozy (UMP)       | 27           | 32,14        | 59          | 76,62       |
|                | Jean-Luc Mélenchon (FG)     | 3            | 3,57         |             |             |
|                | Philippe Poutou (NPA)       | 1            | 1,19         |             |             |
|                | Nathalie Arthaud (LO)       | 0            | 0,00         |             |             |
|                | Jacques Cheminade (SP)      | 0            | 0,00         |             |             |
|                | François Bayrou (MoDem)     | 11           | 13,10        |             |             |
|                | Nicolas Dupont-Aignan (DLR) | 2            | 2,38         |             |             |
|                | François Hollande (PS)      | 11           | 13,10        | 18          | 23,38       |
|                |                             |              |              |             |             |
| Inscrits       | Inscrits                    | 97           | 100,00       | 97          | 100,00      |
| Abstentions    | Abstentions                 | 13           | 13,40        | 15          | 15,46       |
| Votants        | Votants                     | 84           | 86,60        | 82          | 84,54       |
| Blancs et nuls | Blancs et nuls              | 0            | 0,00         | 5           | 6,10        |
| Exprimés       | Exprimés                    | 84           | 100,00       | 77          | 93,90       |

Le résultat de l'élection présidentielle de 2017 dans cette commune est le suivant :
| Candidat    | Candidat                    | Premier tour | Premier tour | Deuxième tour | Deuxième tour |  |
| Candidat    | Candidat                    | %            | Voix         | %             | Voix          |  |
| ----------- | --------------------------- | ------------ | ------------ | ------------- | ------------- |  |
|             | Nicolas Dupont-Aignan (DLF) | 5,71         | 4            |               |               |  |
|             | Marine Le Pen (FN)          | 41,43        | 29           | 56,06         | 37            |  |
|             | Emmanuel Macron (EM)        | 17,14        | 12           | 43,94         | 29            |  |
|             | Benoît Hamon (PS)           | 0,00         | 0            |               |               |  |
|             | Nathalie Arthaud (LO)       | 1,43         | 1            |               |               |  |
|             | Philippe Poutou (NPA)       | 1,43         | 1            |               |               |  |
|             | Jacques Cheminade (SP)      | 0,00         | 0            |               |               |  |
|             | Jean Lassalle (RES)         | 0,00         | 0            |               |               |  |
|             | Jean-Luc Mélenchon (LFI)    | 5,71         | 4            |               |               |  |
|             | François Asselineau (UPR)   | 0,00         | 0            |               |               |  |
|             | François Fillon (LR)        | 27,14        | 19           |               |               |  |
|             |                             |              |              |               |               |  |
| Inscrits    | Inscrits                    | 88           | 100,00       | 88            | 100,00        |  |
| Abstentions | Abstentions                 | 16           | 18,18        | 15            | 17,05         |  |
| Votants     | Votants                     | 72           | 81,82        | 73            | 82,95         |  |
| Blancs      | Blancs                      | 2            | 2,78         | 6             | 8,22          |  |
| Nuls        | Nuls                        | 0            | 0,00         | 1             | 1,37          |  |
| Exprimés    | Exprimés                    | 70           | 97,22        | 66            | 90,41         |  |

## Démographie
L'évolution du nombre d'habitants est connue à travers les recensements de la population effectués dans la commune depuis 1793. Pour les communes de moins de 10 000 habitants, une enquête de recensement portant sur toute la population est réalisée tous les cinq ans, les populations de référence des années intermédiaires étant quant à elles estimées par interpolation ou extrapolation. Pour la commune, le premier recensement exhaustif entrant dans le cadre du nouveau dispositif a été réalisé en 2006.

En 2022, la commune comptait 134 habitants, en évolution de +5,51 % par rapport à 2016 (Moselle : +0,52 %, France hors Mayotte : +2,11 %).
| 1793 | 1800 | 1806 | 1821 | 1836 | 1841 | 1861 | 1866 | 1871 |
| ---- | ---- | ---- | ---- | ---- | ---- | ---- | ---- | ---- |
| 183  | 196  | 221  | 185  | 201  | 196  | 176  | 156  | 150  |

| 1875 | 1880 | 1885 | 1890 | 1895 | 1900 | 1905 | 1910 | 1921 |
| ---- | ---- | ---- | ---- | ---- | ---- | ---- | ---- | ---- |
| 143  | 136  | 138  | 132  | 141  | 126  | 124  | 123  | 112  |

| 1926 | 1931 | 1936 | 1946 | 1954 | 1962 | 1968 | 1975 | 1982 |
| ---- | ---- | ---- | ---- | ---- | ---- | ---- | ---- | ---- |
| 101  | 92   | 77   | 66   | 71   | 78   | 74   | 88   | 84   |

| 1990 | 1999 | 2006 | 2011 | 2016 | 2021 | 2022 | - | - |
| ---- | ---- | ---- | ---- | ---- | ---- | ---- | - | - |
| 98   | 107  | 108  | 117  | 127  | 131  | 134  | - | - |

## Culture locale et patrimoine

### Lieux et monuments
- Commune sans église paroissiale.
- Fontaine, ancien lavoir, située en face de l'ancienne mairie, au centre du village.
- Chapelle de Notre-Dame-de-Pitié, édifiée par les familles Barthélemy-Mauzin en 1823.

## Pour approfondir